# Strellev Sogn
Strellev Sogn er et sogn i Varde Provsti (Ribe Stift).
I 1800-tallet var Strellev Sogn i Nørre Horne Herred (Ringkøbing Amt) anneks til Ølgod Sogn i Øster Horne Herred (Ribe Amt). Trods annekteringen var de to selvstændige sognekommuner. Inden kommunalreformen i 1970 blev Strellev indlemmet i Ølgod. Den blev ved selve kommunalreformen kernen i Ølgod Kommune, der ved strukturreformen i 2007 indgik i Varde Kommune.
I Strellev Sogn ligger Strellev Kirke.
I Strellev Sogn findes følgende autoriserede stednavne:
- Adsbøl (bebyggelse, ejerlav)
- Alkær (areal)
- Bavnshøj (areal)
- Katrevel (bebyggelse, ejerlav)
- Kærgård (bebyggelse, ejerlav)
- Kærgård Plantage (areal)
- Mosbøl (bebyggelse, ejerlav)
- Nørtarp (bebyggelse, ejerlav)
- Strellev (bebyggelse)
- Topgårde (bebyggelse)
- Østtarp (bebyggelse)